# Bristol Blenheim
«Бристоль Бленхейм» (англ. Bristol Blenheim) — британський швидкісний двомоторний легкий бомбардувальник, що перебував на озброєнні Королівських ВПС Великої Британії за часів Другої світової війни. Літак був розроблений компанією Bristol Aeroplane Company і взяв найактивнішу участь на початковій фазі світової війни.
Літак розроблявся, яка тактичний або легкий бомбардувальник, проте з часом застосовувався й як важкий та нічний винищувач, компенсуючи брак винищувачів Bristol Beaufighter. «Бристоль Бленхейм» став першим серед британських серійних літаків, що мав суцільний металевий корпус-монокок, шасі, що прибиралися на польоті, закрилки, гвинт регульованого кроку та обладнану спеціальну збройову башточку.
«Бленхейм», що випускався за ліцензією в Канаді, звався Bristol Bolingbroke, й служив у ролі протичовного та навчально-тренувального літака.
На час своєї появи на полі бою, «Бленхейм» Mk I перевищував за показниками усі тогочасні винищувачі-біплани кінця 1930-х років, але, він значно поступався найсучаснішому німецькому Messerschmitt Bf 109, що наочно виявилося у перших же денних боях на Західному фронті у 1939—1940 роках. Версія бомбардувальника Mark IV також опинилася не вдалою в ролі денного винищувача-бомбардувальника і британці зазнали серйозних втрат на початковому етапі війни. Разом з цим, цей бомбардувальник непогано зарекомендував себе, як нічний винищувач у небі Британії під час битви за Британські острови.

## Історія створення

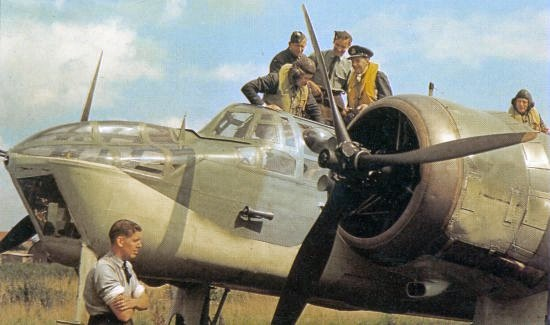
Mk.IV 21-ї ескадрильї з командою.

### Початок виробництва
Ще з 1933 року інженер компанії Bristol Френк Барнвел працював над легким двомоторним транспортним літаком з двигунами Bristol Aquila I (500 к.с.) під позначенням «тип 135». Тому коли Гарольд Гармсворс, тодішній власник газети Дейлі мейл, в 1934 році висловив зацікавлення в швидкісному пасажирському літаку, Барнелл зміг швидко запропонувати свій проєкт. Також для досягнення необхідної швидкості двигуни було вирішено замінити на Bristol Mercury VIS потужністю 650 к.с. Новий проєкт отримав позначення «тип 142».
Прототип літака, з власним ім'ям Britain First, піднявся в повітря 12 квітня 1935 року. Випробування виявились більш ніж успішними, «тип 142» був швидшим за щойно прийнятий на озброєння винищувач Gladiator. Проєкт зацікавив міністерство авіації, і в серпні 1935 року була підготовлена офіційна специфікація B.28/35 на виготовлення швидкісного бомбардувальника. Окрім специфікації, відразу було зроблено замовлення на 150 серійних літаків без випробування прототипів.
Бомбардувальна модифікація отримала фірмове позначення «тип 142M» і з низькоплана була перероблена в середньоплан, оскільки на бомбардувальнику передбачався бомбовий люк. Також передбачалось місце для бомбардира і верхньої турелі. Перший серійний «Бленхейм», який був і першим військовим літаком, піднявся в повітря 25 червня 1936 року. В березні 1937 року перші «Бленхейми» почали надходити на озброєння Королівських ВПС, а в липні міністрерство авіації зробило замовлення на ще 434 літаки. Через велике замовлення Bristol в 1937-38 роках запустили дві нові складальні лінії в Ланкаширі.

### Патрульна модифікація
Ще в серпні 1935 року, в відповідь на специфікацію міністерства авіації G.24/35 на патрульний і протичовновий літак для заміни Avro Anson, компанія Bristol запропонувала проєкт «тип 149» який базувався на Blenheim Mk.I, але мав оснащуватись двигунами Bristol Aquila які завдяки меншій потужності споживали менше палива і помітно збільшували дальність польоту. Проте початковий проєкт був відхилений міністерством.
До проєкту повернулись дещо пізніше, але цього разу «тип 149» мав стати просто розвідувальним літаком. Цього разу один Blenheim Mk.I було перероблено для випробувань прототипа. Літак все ще оснащувався двигунами Bristol Mercury, але абсолютно новий ніс, який було подовжено для розміщення спостерігача і обладнання. Пізніше цей ніс було використано на пізнішій модифікації Blenheim Mk.IV. Цього разу проєкт знову було відкладено, оскільки всі виробничі потужності було передано на виробництво бомбардувальної версії. Проте документація для виготовлення «типу 149» була передана Канаді, де він виготовлявся серійно під позначенням Bristol Bolingbroke.

### Подальші модифікації
Через затримки в прийняті на озброєння бомбардувальника-торпедоносця Bristol Beaufort було створити нову модифікацію «Бленхейма», який мав б отримати нові потужні двигуни Bristol Mercury XV, подовжений ніс, позичений в «типу 149», а також збільшений об'єм баків в крилах. Модифікації не було присвоєно новий заводський індекс, натомість використовувався індекс «тип 149», а в ВПС літак позначався Blenheim Mk.IV.
Впровадження нової модифікації на складальних лініях відбувалось гладко, перші 68 Mk.IV навіть було виготовлено з меншими баками в крилах. Початково Mk.IV оснащувалась двома кулеметами, як і Mk.I, пізніше верхня турель була переоблена для встановлення двох кулеметів, а також додано нижню дистанційно керовану турель типу Фразер-Наш, яка розміщувалась під кабіною і могла вести вогонь в задній площині. Також було посилено бронезахист і додано зовнішні підвіси під крилами для ближніх місій.
Останньою прямою модифікацією «Бленхейма» стала Mk.V («типу 160»), яку також деякий час позначали «Біслі» (англ. Bisley). Хоча початково модифікація розроблялась як літак безпосередньої підримки військ і мала діяти на низьких висотах, від ідеї відмовились доволі швидко і модифікація отримала висотні двигуни Bristol Mercury XV або XXV. Від попередника Mk.V відрізнявся деякими змінами в конструкції носової частини і обладнання, зокрема турелі та шасі. Загалом на заводах Британії, Канади, Фінляндії і Югославії (завод Ikarus) було виготовлено більше 6000 літаків всіх модифікацій.

## Конструкція
Blenheim Mk.I був суцільнометалевим середньопланом, тільки керуючі поверхні були покриті тканиною. Крила оснащувались збалансованими елеронами Фрізе і відокремувальними закрилками. Ніс фюзеляжу дещо виступав за двигуни, а весь фюзеляж і хвіст були виготовлені з легких сплавів. Шасі прибиралось, при цьому в прототипі заднє колесо також прибиралось за допомогою системи кабелів приєднаних до основного шасі, але в серійних машинах від такої складної системи відмовились.
Дев'ятициліндрові двигуни повітряного охолодження Bristol Mercury VIII потужністю 840 к.с. (626 кВт.) розміщувались в гондолах на передньому краї крила і приводили в дію трилопастні гвинти змінного кроку. Озброєння складалось з одного курсового 7.7 мм кулемета Vickers K розташованого в лівому крилі, а також одного 7.7 мм кулемета Lewis в верхній турелі. Літак мав переносити 454 кг бомбового навантаження в бомбовому відсіку під центральною частиною крила.
В літаку розміщувались місця для пілота, навігатора/бомбардира і стрільця/радиста.

## Основні модифікації
- Mk.I — перша серійна модель оснащена двигунами Bristol Mercury VIII (840 к.с.). В Британії виготовлено 1194 літаки, в Фінляндії — 45, в Югославії — 41.
  - Mk.I F — винищувальна модифікація. Додано підфюзеляжний контейнер з чотирма 7.7 мм кулеметами.
- Mk.III — переробка Mk.I в розвідувальний літак.
- Mk.IV — двигуни Bristol Mercury XV (920 к.с.), подовжено носову частину. В процесі виробництва в верхній турелі було додано ще один 7.7 мм кулемет, також додано нижню вогневу точку з одним (пізніше двома) 7.7 мм кулеметами. Деколи додавали ще один курсовий кулемет. Побудовано 3297 літаки в Британії і ще 10 в Фінляндії.
  - Mk.IV F — винищувальна модифікація. Додано підфюзеляжний контейнер з чотирма 7.7 мм кулеметами.
- Mk.V — двигуни Bristol Mercury XV або XXV. Верхня турель отримала круговий обстріл, посилено шасі. В Британії випущено 944 літаки.

## Історія використання

### Велика Британія

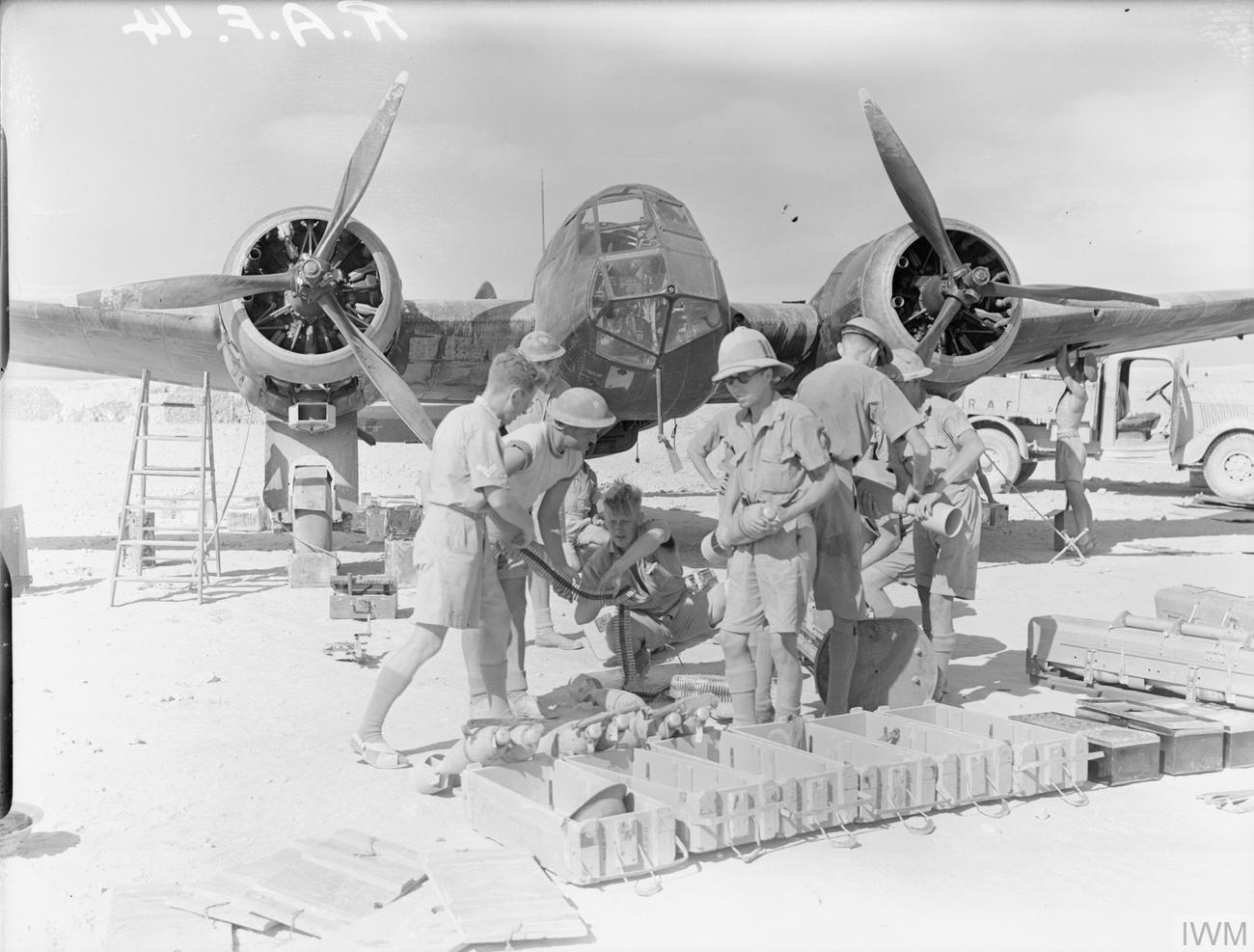
«Бленхейм Mk.I.» 113-ї ескадрильї під час завантаження бомб для нальоту на Тобрук.

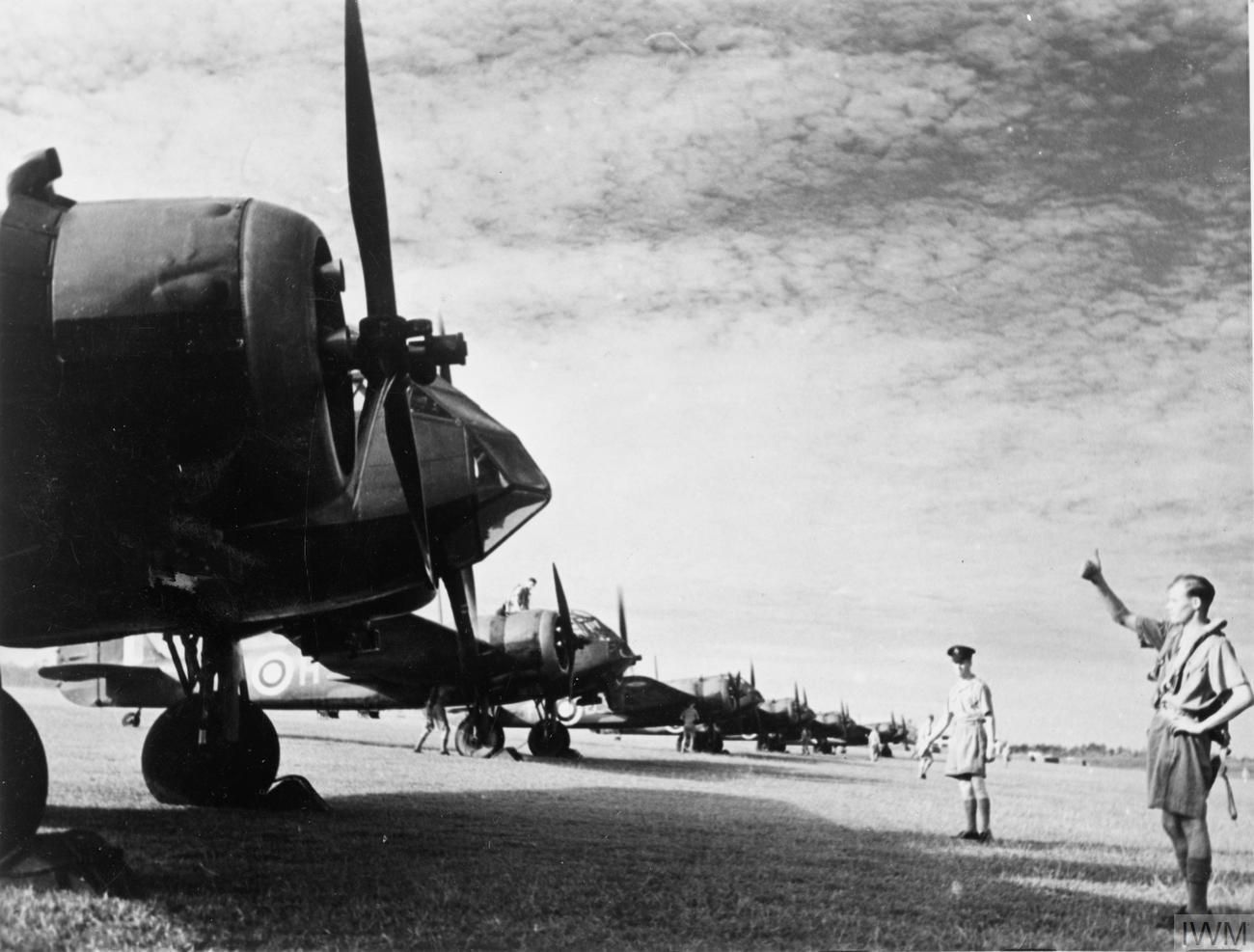
«Бленхейми» 62-ї ескадрильї в Сінгапурі.

В березні 1937 року «Бленхейми» першою отримала 114-та ескадрилья, до кінця року було переозброєно ще чотири, а загалом до початку Другої світової в Королівських повітряних силах було 16 ескадрилей, оснащених «Бленхеймами». В колоніях і домініонах «Бленхейми» з'явились в 1938 році, коли в січні було озброєно 30-у ескадрилью в Іраку, а в липні — 11-у в Індії. В 1939 році в бомбардувальних ескадрильях почалась заміна на новішу модифікацію Mk.IV, а Mk.I почали передаватись в навчальні школи.
Саме «Бленхейми» з 139-ї ескадрильї здійснили перший бойовий виліт Королівських ВПС в Другій світовій війні провівши розвідку німецької морської бази Вільгельмсгафен 3 вересня 1939 року. Наступного дня 10 «Бленхеймів» 107-ї і 110-ї ескадрилей завдали першого удару по німецькому флоту, який виходив зі згаданої бази. Тоді ж, в якості експедиційних сил, в Францію було перекинуто 53-тю і 59-ту ескадрильї оснащені «Бленхеймами Mk.IV». До кінця року було перекинуто ще чотири ескадрильї, але всі вони не задіювались в бойових вильотах до початку німецького наступу на Францію, під час якого вони були майже знищені.
Ескадрильї розташовані на Британських островах використовувались активніше, вони здійснювали бомбардувальні місії на морські бази противника, а також залучались до протисубмаринного патрулювання. Зокрема 11 березня 1940 року «Бленхейм» 82-ї ескадрильї потопив німецький підводний човен U-31, який став першим потопленим човном на рахунку ВПС.
З початком війни вже застарілі Mk.I почали перероблятись в нічні винищувачі, і на них перших було встановлено радари AI Mk.III. Оскільки одного курсового кулемета було явно недостатньо, на винищувальній модифікації Mk.I F встановлювали підвісний контейнер з ще чотирма 7,7-мм кулеметами. Першу повітряну перемогу такий літак здобув в ніч 2 липня 1940 року.
На момент вступу в війну Італії, в Африці розміщувалось дев'ять ескадрилей з «Бленхеймами» (5 в Єгипті, 4 в Іраку). Вони залучались до нальотів на цілі в Лівії, а в жовтні 1940 року чотири ескадрильї були направлені в Грецію.
З січня 1941 року ескадрильї оснащені «Бленхеймами» брали участь в рейдах на територію Франції, в атаках німецьких кораблів у Ла-Манші. Деколи проводились нальоти і на територію Німеччини: 4 липня 105-та ескадрилья бомбила Бремен, а 12 серпня 54 «Бленхейма» брали участь в нальоті на Кельн. Проте до кінця року «Бленхейми» розташовані на островах були виведені з бойових частин і залучались лише до допоміжних задач. Деякі ескадрильї було перекинуто на Мальту, де вони застосовувались проти італійських конвоїв.
Станом на грудень 1941 року в Бірмі і Сінгапурі розміщувалось 3 ескадрильї «Бленхеймів», а в січні 1942 на цей фронт було перекинуто ще дві. Вони брали участь у бойових діях в Малаї, Бірмі і Суматрі, але до кінця 1943 року всі «Бленхейми» були виведені з бойових частин.

### Фінляндія

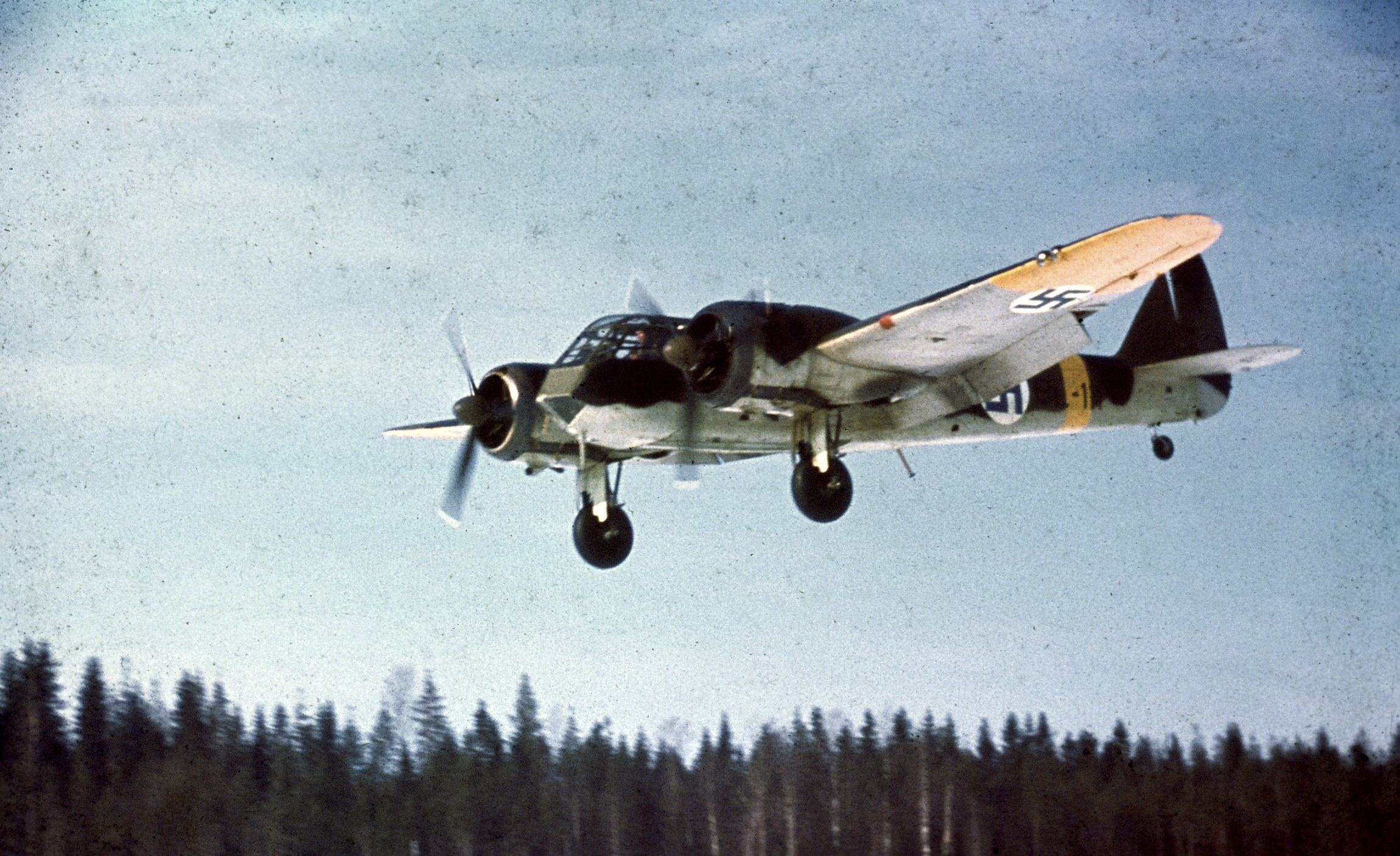
«Бристоль Бленхейм» фінських ВПС сідає на аеродром. Березень 1944

В 1937-38 роках ВПС Фінляндії отримали від Британії 18 «Бленхеймів Mk.I», а в 1940 — ще по 12 Mk.I і Mk.IV. Окрім імпорту, Фінляндія мала ліцензію на виготовлення, і до 1944 року випустила 55 літаків свого виробництва. Таким чином «Бленхейм» став наймасовішим фінським бомбардувальником Другої світової війни.
Під час «зимової війни» діяли три групи оснащені «Бленхеймами» Levl 42, 44 і 46. Вони в основному застосовувались для бомбових ударів на лінії фронту, бомбові нальоти на цілі в тилу майже не відбувались. За період війни фінські «Бленхейми» здійснили 423 бойових вильоти. Ще близько 3000 вильотів було здійснено в 1941—1944 роках. Бойові втрати становили 37 літаків.

### Інші країни
Югославія на момент нападу Німеччини мала на озброєнні 63 «Бленхейми» (41 власного виробництва, 22 імпортовані з Британії) в 1-му і 8-му бомбардувальному полках, а також в 11-й розвідувальній групі. Під час війни було здійснено удари по німецьких військах, що йшли в наступ, а також нальоти на цілі в Угорщині і Болгарії. Після захоплення Югославії 8 «Бленхеймів» було передано Хорватії, а ще 3 — Румунії.
ВПС Румунії загалом використовували 37 «Бленхеймів», 34 з яких було імпортовано з Британії до початку війни в 1939, як дипломатичний підкуп. Вони брали участь в боях на Східному фронті до кінця 1942 року, а потім були переведені на навчальні і допоміжні ролі.
В 1940 році Греція отримала від Британії 12 «Бленхеймів Mk.IV», а наступного року ще шість. З жовтня 1940 року вони брали участь б боях проти італійської армії, а в 1941 році були знищені німецькою авіацією.
ВПС Туреччини в 1937-39 роках закупили в Британії 30 «Бленхеймів», ще більше 30 було отримано пізніше. ВПС Португалії в 1943 році отримали 18 літаків, але обидві країни не використовували їх в бойових цілях.

## Тактико-технічні характеристики
Дані з Ударная авиация Второй Мировой — штурмовики, бомбардировщики, торпедоносцы і Consice Guide to British Aircraft of World War II

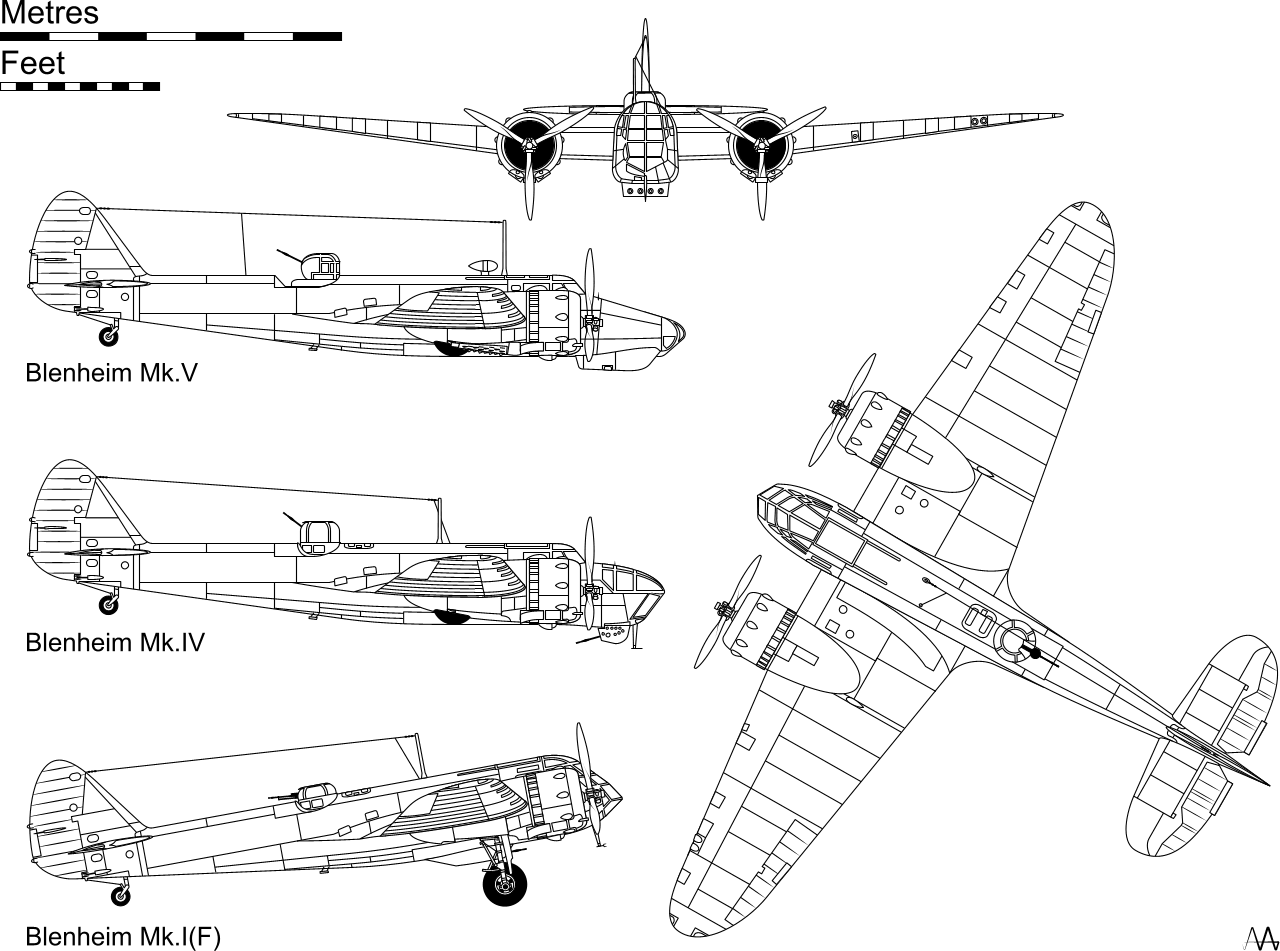
Схематичне зображення легкого бомбардувальника «Бристоль Бленхейм»

### Технічні характеристики
|                       | Mk.I                     | Mk.IV                   |
| --------------------- | ------------------------ | ----------------------- |
| Екіпаж                | 3 особи                  | 3-4 осіб                |
| Довжина               | 12,12 м                  | 12,98 м                 |
| Висота                | 3 м                      | 3 м                     |
| Розмах крил           | 17,17 м                  | 17,17 м                 |
| Площа крил            | 43,6 м²                  | 43,6 м²                 |
| Маса пустого          | 4013 кг                  | 4450 кг                 |
| Маса спорядженого     | 5947 кг                  | 6545 кг                 |
| Двигуни               | 2 × Bristol Mercury VIII | 2 × Bristol Mercury XV  |
| Потужність            | 2 × 840 к. с.            | 2 × 920 к.с.            |
| Максимальна швидкість | 426 км/год               | 428 км/год (на 3595 м.) |
| Крейсерська швидкість |                          | 319 км/год              |
| Операційна дальність  | 1810 км                  | 2350 км                 |
| Практична стеля       | 8315 м                   | 8310 м                  |
| Швидкопідйомність     | 6,9 м/с                  | 7,6 м/с                 |

### Озброєння

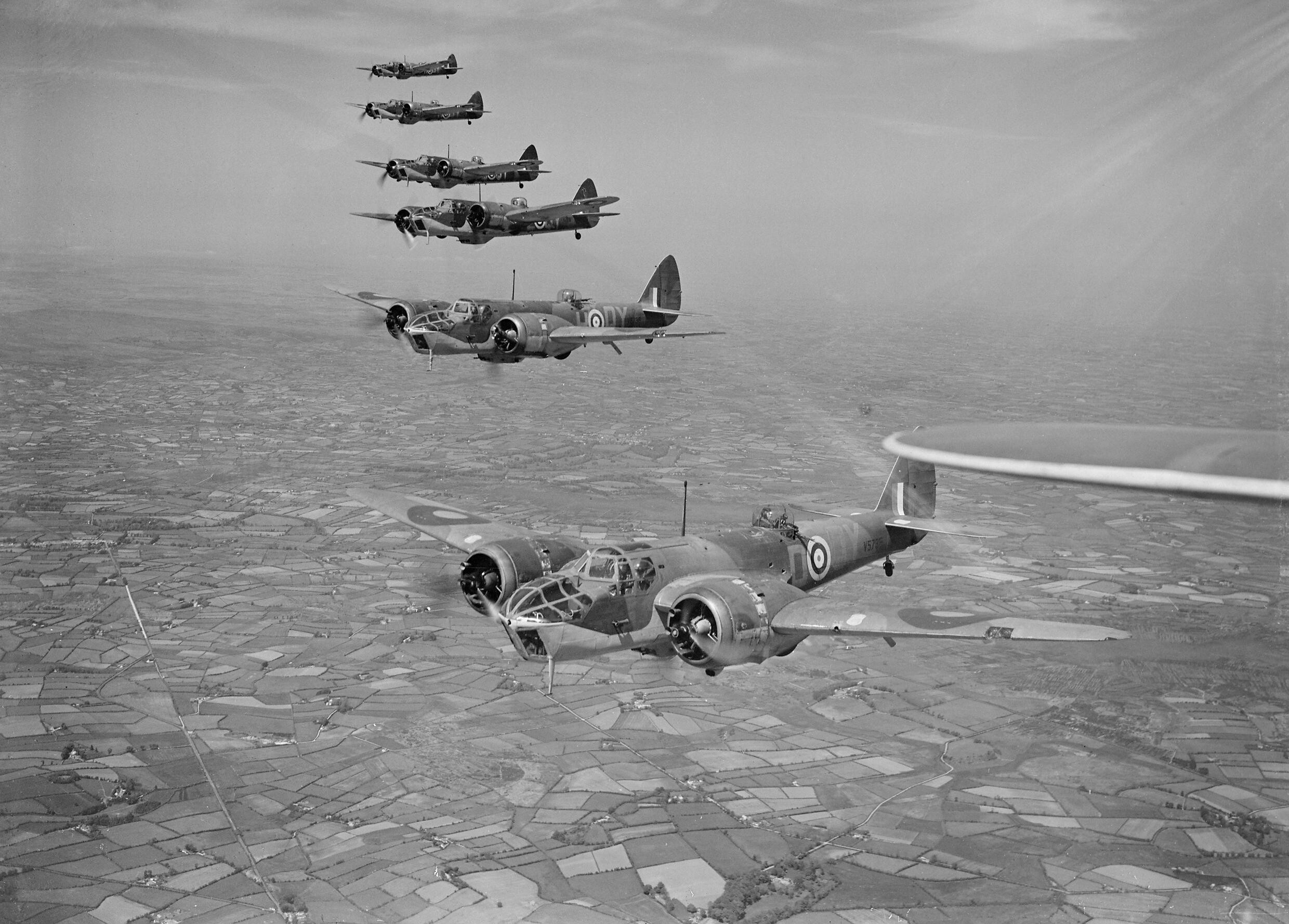
Винищувальна модифікація Mk.IV. в польоті. Травень 1941. Помітно підфюзеляжний контейнер з кулеметами.

|             | Курсове                                                     | Верхня турель               | Нижня турель                         | Бомбове навантаження                             |
| ----------- | ----------------------------------------------------------- | --------------------------- | ------------------------------------ | ------------------------------------------------ |
| Mk.I        | 7.7 мм кулемет Vickers K                                    | 7.7 мм кулемет Lewis        | -                                    | 4 × 113 кг або 2 × 227 кг                        |
| Mk.IV, Mk.V | 7.7 мм кулемет Vickers K                                    | 1-2 × 7.7 мм кулемети Lewis | 0-2 × 7.7 мм кулемети Browning М1919 | 4 × 113 кг + 8 × 18 кгабо 2 × 227 кг + 8 × 18 кг |
| Mk.I F      | 7.7 мм кулемет Vickers K 4 × 7.7 мм кулемети Browning М1919 | 7.7 мм кулемет Lewis        | -                                    | -                                                |
| Mk.IV F     | 7.7 мм кулемет Vickers K 4 × 7.7 мм кулемети Browning М1919 | 1-2 × 7.7 мм кулемети Lewis | -                                    | -                                                |